# 紅唇裂唇魚
紅唇裂唇魚，為輻鰭魚綱鱸形目隆頭魚亞目隆頭魚科的其中一種，分布於中東太平洋區，從美屬薩摩亞至法屬波里尼西亞海域，棲息深度1-32公尺，體長可達9公分，棲息在臨海礁石區，生活習性不明，可做為觀賞魚。